# Xã Murphysboro, Quận Jackson, Illinois
Xã Murphysboro (tiếng Anh: Murphysboro Township) là một xã thuộc quận Jackson, tiểu bang Illinois, Hoa Kỳ. Năm 2010, dân số của xã này là 10.563 người.